# Skovbundsbed
Et skovbundsbed eller skovbed er et bed, der er anlagt med vækstbetingelser, der ligner skovbundens. Er fokus primært på urter og mindre buske, kaldes et sådant bed som regel for et skovbundsbed; er fokus tillige på træerne tales der oftest om et skovbed, en skovhave eller woodland. Træer eller større buske må dog som regel være til stede i et vist omfang for at skabe det rette mikroklima.

## Jordbund
Et vigtigt forhold ved skovbundsbed er jordbunden. I den naturlige skovbund er jordtypen i Danmark næsten altid morr eller muld, i nåleskov kan den dog være surbund. Fælles for disse jordbundstyper er, at de holder godt på fugtighed og er lette og porøse. Lerjord er derfor ikke velegnet, da den ikke er tilstrækkelig porøs. Omvendt er en meget sandet jord være for dårlig til at holde på fugtigheden.
Et andet fællestræk er at jordtypernes surhedsgrad. Muld er oftest neutral til let sur, mens morr er let til noget sur. Man kan også anlægge et skovbundsbed på ren surbund, selvom dette er ualmindeligt i dansk natur.
Endelig er alle jordtyperne direkte eller indirekte rige på næringsstoffer. I mulden er næringsstofferne omsat og kan direkte optages af planterne. I morr og surbund er næringsstofferne fortsat bundet i uomsat materiale (blade, nåle, etc.) og planternes næringsoptagelse sker i samarbejde med svampe, såkaldt Mykorrhiza.
Man skal derfor være opmærksom på balancen i næringsstofomdannelsen! For det første bør man ikke forsøge at bekæmpe mos eller svampe, da de er en vigtig del af netop næringsstofomdannelsen. For det andet skal man være forsigtig med gødskning, og typisk kan man undlade det eller skal kun gøde ganske sparsomt.
Man kan med fordel bruge barkflis – det tilfører både næringsstoffer når det omsættes, holder på fugtigheden og er med til at begrænse ukrudtet. Desuden skal man lade nedfaldne blade ligge, ligesom man kan lade nedfaldne grene ligge, hvis det ikke skæmmer for meget.

## Andre forhold
Mikroklimaet er afdæmpet med små udsving i fugtighed, temperatur og vind. Lysmængden er (som regel) størst om vinteren og foråret, dvs. indtil løvspring. Det betyder at man ikke bør anlægge et skovbundsbed, hvor det får fuld sol hele dagen. Sommer og efterår bør der være skygge midt på dagen og gerne halvskygge formiddag og eftermiddag, således at bedet er beskyttet mod udtørring og (sol)svidning. Dette er en af de vigtigste grunde til, at man ofte vil have buske og evt. træer i sit skovbundsbed. Vinter og tidligt forår skal man også beskytte bedet, enten ved at det er anlagt i læ eller ved vinterdækning, igen for at beskytte mod udtørring og (frost)svidning. Igen kan buske og evt. træer være en hjælp.

## Skovbedets etager
Som i en rigtig skov bør man tænke i flere lag eller etager, når man anlægger beddet. Bundplanterne kan stå omkring eller under mindre buske, der igen kan have træer som overstandere. Ønsker man hverken buske eller træer må man være forberedt på mere arbejde med vedligeholdelse og pasning.
Et skovbundsbed kan være et godt alternativ til at fælde store træer. Har man et antal (for) store træer, kan man tynde ud og stamme op og anlægge et skovbundsbed herunder.

### Bundplanter
Bregner og en række surbunds-planter er oplagte bundplanter i skovbundsbedet, ligesom f.eks. Anemone, Liljekonval, Majblomst og Vedbend er klassikere. Skovbundsbedet er også særlig velegnet til frilandsorkideer, da det opfylder kravene om skygge, fugtighed og langsom næringsomsætning.
Se Kategori:Skovbundsplanter

### Buske
En lang række buske og små træer er gode i skovbundsbedet, bl.a. en række mindre nåletræer, Rhododendron, Japansk Løn, Kristtorn og Hortensia.

### Træerne
Træerne i skovbundsbedet skal vælges med omhu. Birk er smuk, men de højtliggende rødder kan dræne beddet for fugtighed. Bøg bliver oftest for stor og skygger for meget. Velegnede træer er f.eks. Løn, Fyr, Eg, Lærk og Røn.